# Шапчино (Бешенковичский район)
Шапчино (бел. Шапчына) — деревня в Бешенковичском районе Витебской области Беларуси. Входит в состав Улльского сельсовета.

## География
Деревня находится в центральной части Витебской области, на левом берегу реки Уллы, при автодороге Н-2016, на расстоянии приблизительно 16 километров (по прямой) к северо-западу от городского посёлка Бешенковичи, административного центра района. Абсолютная высота — 129 метров над уровнем моря. Площадь населённого пункта — 0,1114 км².

## История
По состоянию на 1906 год, в деревне насчитывалось 6 дворов и проживало 42 человека (23 мужчины и 19 женщин). В административном отношении входила в состав Шапчинского сельского общества Мартиновской волости Лепельского уезда Витебской губернии.
До 2004 года Шапчино входило в состав Сокоровского сельсовета.

## Население
По данным переписи 2019 года, в деревне проживало 9 человек.
| Год  | Население, человек |
| ---- | ------------------ |
| 1906 | 42                 |
| 2009 | ↘ 15               |
| 2019 | ↘ 9                |